# Cyjanokobalamina
Cyjanokobalamina – organiczny związek chemiczny, jedna z form witaminy B12. Stosowana w leczeniu i profilaktyce niedoboru witaminy B12 (z wyjątkiem przypadków zatrucia cyjankiem potasu). Niedobór witaminy B12 może wystąpić w przypadku niedokrwistości złośliwej, po chirurgicznym usunięciu żołądka, przy difylobotriozie lub w wyniku raka jelita grubego. Cyjanokobalaminę podaje się doustnie, zastrzykiem domięśniowym lub w postaci aerozolu do nosa.
Cyjanokobalamina jest na ogół dobrze tolerowana. Działania niepożądane leku mogą obejmować biegunkę, nudności, rozstrój żołądka i swędzenie. Poważne działania niepożądane mogą obejmować anafilaksję i niski poziom potasu we krwi prowadzący do niewydolności serca. Nie zaleca się stosowania cyjanokobalaminy u osób uczulonych na kobalt lub chorych na chorobę Lebera. Nie wykryto toksyczności ani możliwości przedawkowania cyjanokobalaminy u pacjentów. Cyjanokobalamina jest mniej preferowana niż hydroksykobalamina w leczeniu niedoboru witaminy B12, ponieważ ma nieco niższą dostępność biologiczną. Niektóre badania wykazały, że ma działanie przeciwhipotensyjne. Cyjanokobalamina jest niezbędnym składnikiem odżywczym, co oznacza, że organizm ludzki nie może go wytworzyć, ale jest niezbędny do prawidłowego funkcjonowania.
Nazwa cyjanokobalamina funkcjonuje często zamiennie z terminem witamina B12; cyjanokobalamina jest główną kobalaminą stosowaną w produktach farmaceutycznych.

## Skutki uboczne
Możliwe skutki uboczne iniekcji cyjanokobalaminy obejmują reakcje alergiczne jak pokrzywka, trudności w oddychaniu; zaczerwienienie twarzy; obrzęk ramion, dłoni, stóp, kostek lub podudzi; skrajne pragnienie oraz biegunka. Mniej poważne działania niepożądane, które mogą wystąpić to ból głowy, zawroty głowy, ból nóg, świąd lub wysypka.
Leczenie niedokrwistości megaloblastycznej współwystępującej z niedoborem witaminy B12 używając witamin B12 (w tym cyjanokobalaminy) stwarza możliwość wystąpienia hipokaliemii w wyniku zwiększonej erytropoezy, a w konsekwencji wychwytu komórkowego potasu po ustąpieniu niedokrwistości. W przypadku leczenia cyjanokobalaminą u pacjentów z chorobą Lebera może rozwinąć się poważna atrofia nerwu wzrokowego, która może prowadzić do ślepoty.

## Produkcja
Cyjanokobalamina jest jedną z najczęściej produkowanych form witaminy B12, ponieważ jest jej najbardziej odporną na powietrze formą. Najłatwiej ją skrystalizować, a zatem najłatwiej oczyścić  po wytworzeniu w drodze fermentacji bakteryjnej. Można ją otrzymać w postaci ciemnoczerwonych kryształów lub amorficznego czerwonego proszku. Cyjanokobalamina w postaci bezwodnej jest higroskopijna i trudno rozpuszczalna w wodzie. Cyjanokobalamina podczas operacji autoklawowania w temperaturze 121 °C jest przez krótki czas stabilna. Koenzymy witaminy B12 pozostają niestabilne pod wpływem światła. Po zużyciu ligand cyjankowy zostaje zastąpiony innymi grupami (adenozylową, metylową) w celu wytworzenia form biologicznie aktywnych. Cyjanek przekształca się w tiocyjanian i jest wydalany przez nerki.
Całkowita światowa produkcja witaminy B12 przez cztery firmy (francuską Sanofi-Aventis i trzy chińskie firmy) w 2008 roku wyniosła 35 ton.